# 이치카와 일가 살인 사건

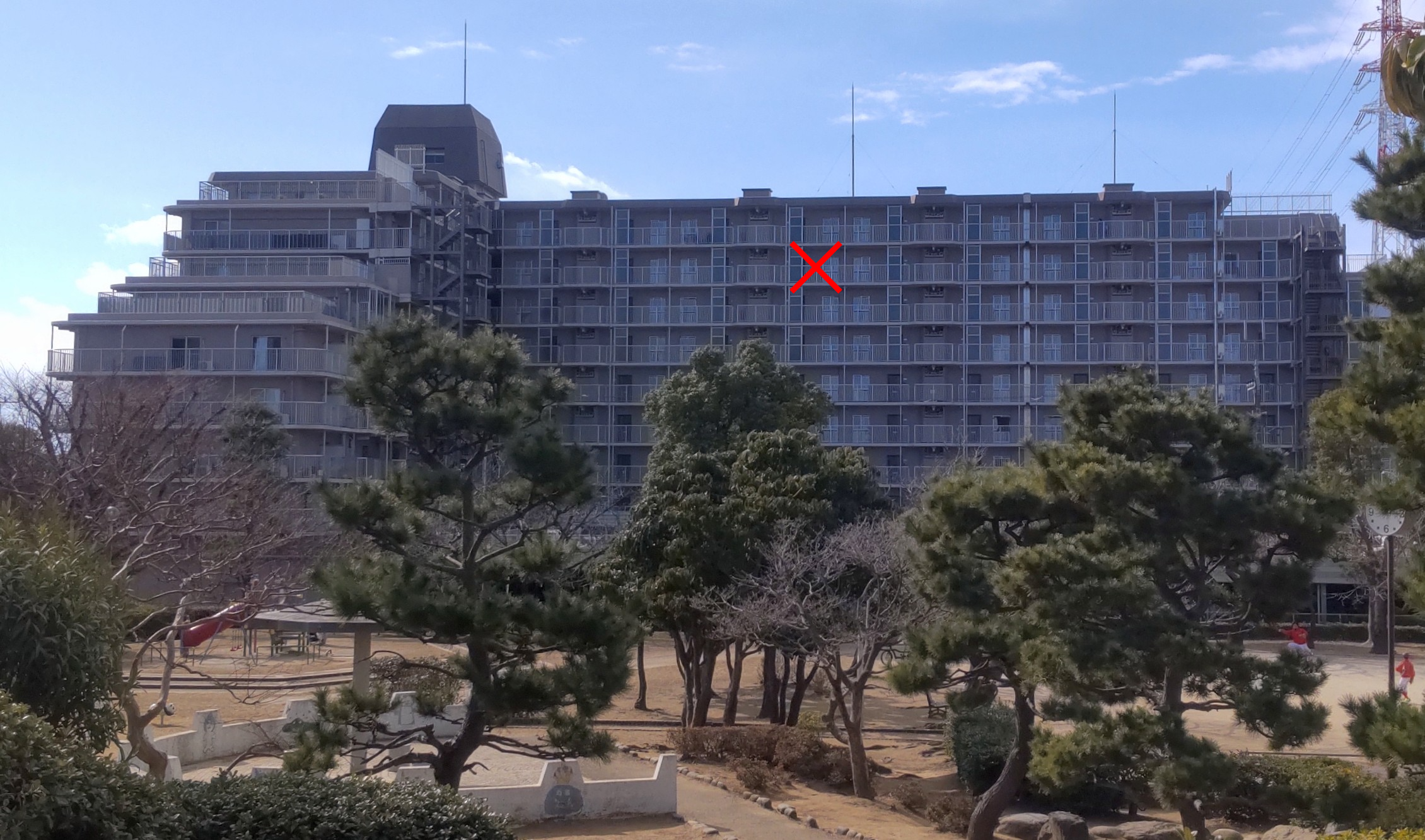

이치카와 일가 살인사건(市川一家殺人事件)은 1992년 3월 5일에 지바현 이치카와시에서 발생한 살인사건이다. 발생 당시 만19세의 미성년자인 세키 데루히코가 범인이었다.

## 사건 개요
1992년 2월, 범인 세키는 필리핀인 호스티스와 성교를 가진 뒤 폭력단 관계자에게 200만 엔을 요구당했다. 세키는 결국 수일 후에 교통사고로 친 후 강간한 여고생 A양(당시 15세)의 집에 강도 목적을 가지고 침입하고자 했다.
3월 5일 오후 4시 30분경, 집으로 침입한 세키는 현금 8만 엔을 강취한 후 A양의 할머니(당시 83세)를 목졸라 죽이고, 귀가한 A양을 감금했다. 이후 오후 7시경에 귀가한 A양의 어머니(당시 36세)를 찔러죽이고, A양을 강간하였으며, 오후 9시경에 귀가한 A양의 아버지인 회사 사장(당시 42세)을 살해하고 예금 통장을 빼앗았다. 다음날인 6일 오전 6시경에는 A양의 여동생(당시 4세)을 찔러죽였다.
같은 날 오전 9시가 약간 경과하여 A양의 아버지의 회사에서 이상하다는 통보를 받은 경찰이 급히 출동하여 세키를 체포하고, A양을 보호했다.

## 재판
1994년 8월 8일 지바 지방재판소에서 세키에게 사형을 선고했다. 세키는 항소했지만, 1996년 7월 2일에 도쿄 고등재판소는 항소를 기각하였다. 세키는 상고했으나 2001년 12월 3일에 최고재판소도 상고를 기각함으로써 사형이 확정되었다.
과거에 폭행 및 강간 사건(이전에도 총24명의 20대~10대 여성을 강간했으며 사건 당일에도 다른 피해자에게 강간사건을 일으켰다)이  있었던 점, 체포 이후 재판 진행 중에도 전혀 반성의 기미가 보이지 않았던 점, A양 앞에서 A양의 육친을 살해하는 잔학함을 보인 점, 경찰이 들이닥쳤을 때 A양에게 칼을 들게하여 자신이 피해자인 것처럼 연기한 계획 등이 재판에서 심각하게 다루어졌다.
물론 120kg이 넘는 거구에 거인이라고 할 수 있을 정도로 체구가 거대했던 데루히코가 상대적으로 가녀린 여성의 체격에 공포에질려 벌벌떨면서 몸이굳어 얼어붙어있는 A양에게 위협당하고 있다는것은 상식적으로 이해가 되지 않았고 이 수법은 전혀 통하지 않았다.
경찰들이 데루히코를 체포할 당시 난폭하게  저항하는 그를 제압하기 위해 곤봉으로 머리를 가격하자 그의 입에서 나온말이 더더욱 가관인데
"사람을 이렇게 아프게 때려도 되는거냐?
너희가 그러고도 인간이냐?"

미성년자에게 사형이 선고되어 형이 확정된 것에 이른 것은 나가야마 노리오 연속 사살사건의 나가야마 노리오 이후 처음이었다.